# Stóg (Góry Czywczyńskie)
Stóg (dawniej: Stoh; ukr.: Stih, rum. Stogu) − szczyt w Górach Czywczyńskich (Karpaty Beskidzko-Marmaroskie) wznoszący się na wysokość 1653 m n.p.m. Położony na granicy ukraińsko-rumuńskiej. Od zachodu sąsiaduje z Popem Iwanem, leżącym już w Czarnohorze, od którego oddzielony jest Przełęczą Szybeńską.

## Historia

### Granica państwowa

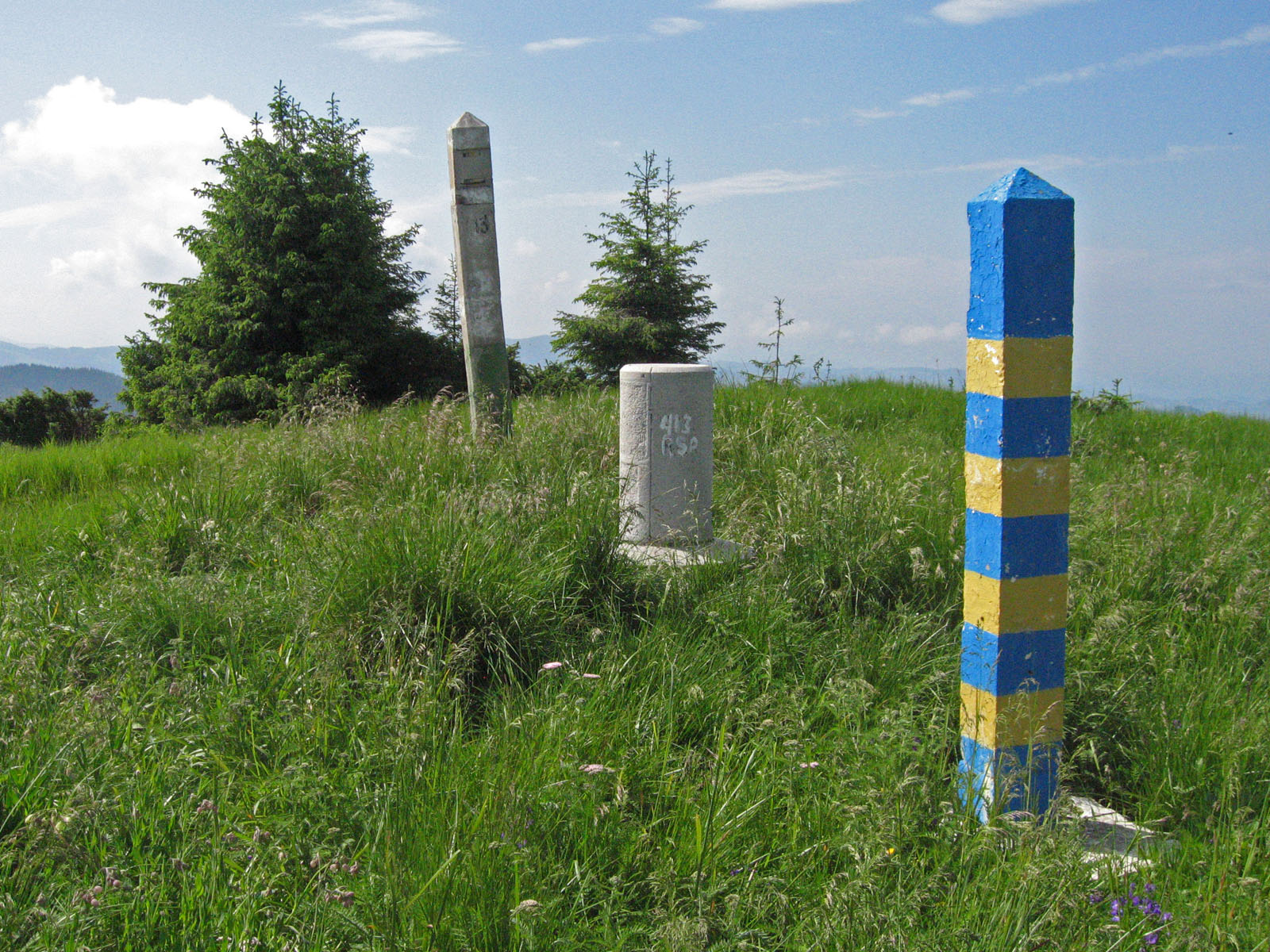
Tripleks i współczesne słupy graniczne, 2013 r.

Do 1772 przez Stóg przebiegała granica między Koroną Królestwa Polskiego a Królestwem Węgier. Przed II wojną światową szczyt pierwotnie stanowił trójstyk granic Polski, Czechosłowacji i Rumunii. Na szczycie znajduje się słup (znak graniczny nr I/1)  zwany "Tripleksem" – solidny walec wykonany z granitu, ozdobiony 3 godłami (obecnie niezupełnie czytelnymi) i datami (CS-R) 1920 oraz (P) 1923. Biegnąca stąd granica polsko-czechosłowacka wyznaczona była słupami kamiennymi, granica polsko-rumuńska – żeliwnymi. Później (1939 r.) trójstyk granic z granicą polsko-węgierską i granicą polsko-rumuńską, które istniały do 28 września 1939 r. a formalnie do 31 grudnia 1945.